# آتش‌بازی خلیج توکیو

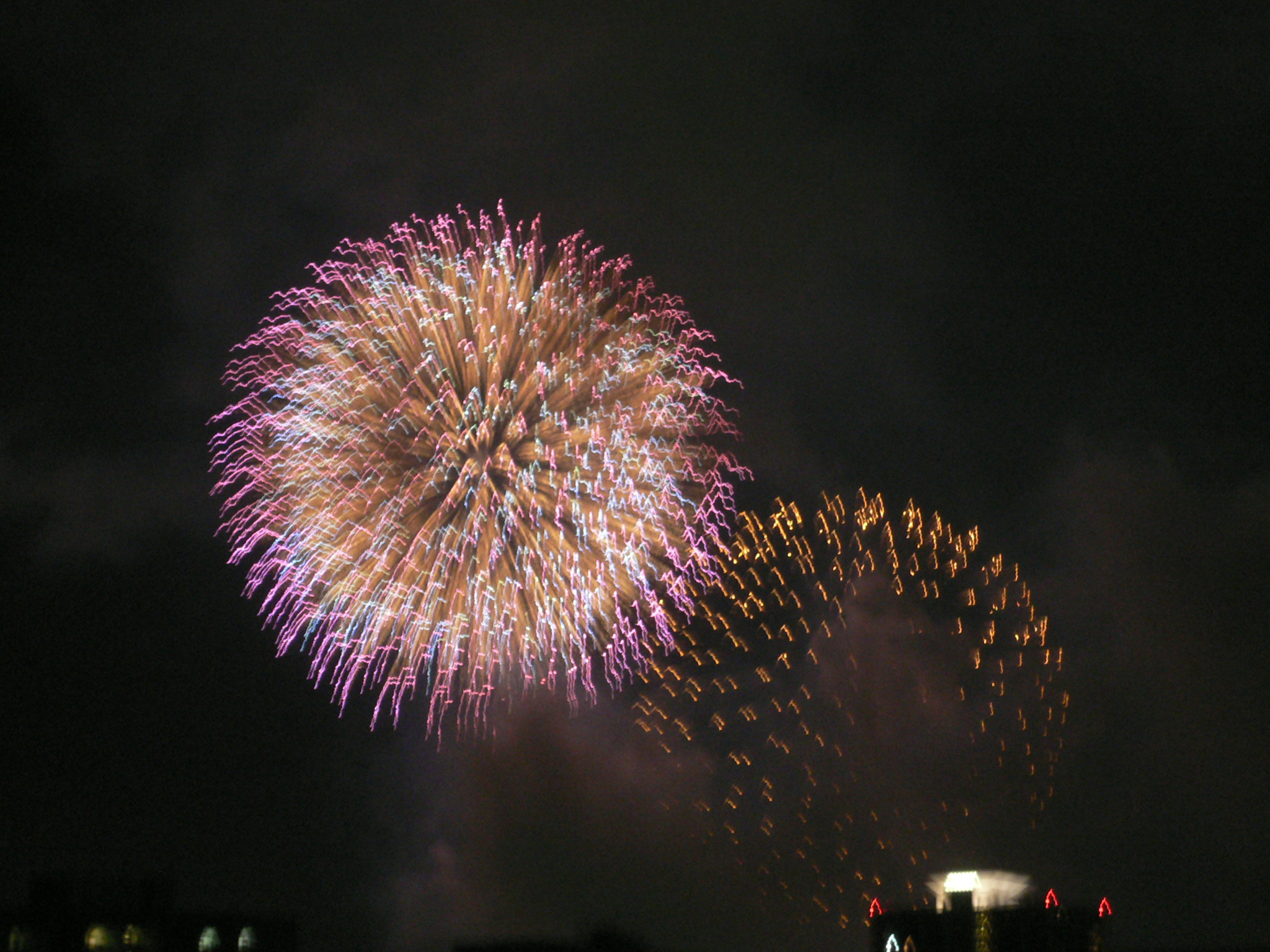
جشن آتش بازی یا هانابی در خلیج توکیو.

آتش بازی بزرگ خلیج توکیو (به ژاپنی: 東京湾大華火祭) یا توکیووان دائی هانابی سائی یکی از جشن‌های آتش بازی در توکیو پایتخت ژاپن است. این جشن در منطقهٔ چوئو انجام می‌گیرد. این جشن هر ساله در دومین یکشنبه ماه اوت هشتمین ماه میلادی برپا می‌شود. برپایی این جشن از سال  ۱۹۸۸ میلادی آغاز شده‌است. در حال حاضر تعداد شرکت کنندگان این جشن در حدود هفتصد هزار نفر است. محل استقرار مواد آتش بازی در روی قایق‌هایی که بر روی خلیج توکیو شناور هستند، قرار دارد. این آتش بازی در کنار آتش بازی رود سومیدا و آتش بازی جینگوگایئن سه آتش بازی اصلی توکیو هستند. در سال ۲۰۱۱ میلادی آتش بازی بزرگ خلیج توکیو به مناسبت همدردی با آسیب دیدگان زمین‌لرزه و سونامی ۲۰۱۱ توهوکو انجام نشد.